# Gare de Fismes
Gare de Fismes vasútállomás Franciaországban, Fismes településen.

## Vasútvonalak
Az állomást az alábbi vasútvonalak érintik:
- Soissons-Givet-vasútvonal

## Kapcsolódó állomások
A vasútállomáshoz az alábbi állomások vannak a legközelebb:
- Gare de Magneux - Courlandon